# José Miguel Zavaelavd
José Miguel Zavaedlavd (Temperley, Argentina; 23 de junio de 1969) es un exfutbolista argentino que se desempeñaba como guardameta.
Estuvo en Inferiores de River Plate años 1985 a 1988. Debutó en primera en 1986 y llegó luego a ser guardameta titular en los seleccionados argentinos sub-16 (año 1985) y sub-19 (año 1987) su entrenador era Carlos Óscar Pachame fue tercer guardameta de la selección preolímpica argentina sub-23 (año 1992) respectivamente solo por delante de Carlos Ángel Roa de Racing Club de Avellaneda (Argentina) y Juan Carlos Docabo de San Lorenzo de Almagro, sus Directores Técnicos fueron Alfio Basile y Reinaldo Carlos Merlo.

## Clubes
| Club             | País      | Año       |
| ---------------- | --------- | --------- |
| River Plate      | Argentina | 1986-1993 |
| Platense         | Argentina | 1993-1994 |
| Santos Laguna    | México    | 1995-1999 |
| Atlético Chiapas | México    | 2000-2002 |
| Temperley        | Argentina | 2003-2004 |

## Palmarés

### Campeonatos nacionales
| Título           | Club          | País      | Año     |
| ---------------- | ------------- | --------- | ------- |
| Primera División | River Plate   | Argentina | 1989-90 |
| Primera División | River Plate   | Argentina | 1991    |
| Primera División | Santos Laguna | México    | 1996    |